# Hsu Ching-chung

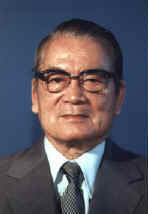
Hsu Ching-chung

Hsu Ching-chung (chinesisch 徐慶鐘, Pinyin Xú Qìngzhōng; * 19. Juli 1907 in der Präfektur Taihoku, Japanisches Kaiserreich, heute: Taipeh; † 13. März 1996 ebenda) war ein taiwanesischer Politiker der Kuomintang, der unter anderem zwischen 1978 kurzzeitig kommissarischer Premierminister der Republik China war.

## Leben
Hsu Ching-chung, der aus einer Hakka-Familie aus Jiaoling stammte, absolvierte ein Studium der Agrarwissenschaften an der Kaiserlichen Universität Taihoku. Dort erwarb er im Oktober 1945 als erster Taiwaner einen Doktorgrad im Fach Agrarwissenschaften. In der Folgezeit war er im Regierungsdienst als Abteilungsleiter der Behörde für Land- und Forstwirtschaft tätig und gilt als „Vater der Landreform“ sowie als maßgeblich Verantwortlicher für die Landwirtschaftsentwicklung nach Verlegung der Republik China auf die Insel Taiwan 1949. Im März 1961 übernahm er von Jack C. K. Teng den Posten als Vize-Generalsekretär der Kuomintang (KMT), den er bis zu seiner Ablösung durch Guo Cheng im Mai 1966 behielt. Am 27. Mai 1966 löste er Lien Chen-tung als Innenminister im Kabinett von Premierminister Yen Chia-kan und bekleidete dieses Amt bis zum 1. Juni 1972, woraufhin Lin Chin-sheng seine Nachfolge antrat.
Danach übernahm er als Nachfolger des zum Premierminister ernannten Chiang Ching-kuo, Sohn des Staatsgründers Chiang Kai-shek, das Amt des Vizepremierministers, das er vom 1. Juni 1978 bis zum 1. Dezember 1981 auch unter Premierminister Sun Yun-suan innehatte. Als Chiang Ching-kuo am 20. Mai 1978 Präsident der Republik China wurde, bekleidete Hsu Ching-chung vom 19. Mai bis zum Amtsantritt von Sun Yun-suan am 1. Juni 1978 selbst kommissarisch das Amt als Premierminister der Republik China (Präsident des Exekutiv-Yuan). Nach seinem Ausscheiden aus dem Exekutiv-Yuan fungierte er noch als Berater von Präsident Chiang Ching-kuo.